# 절럴뢰뵈

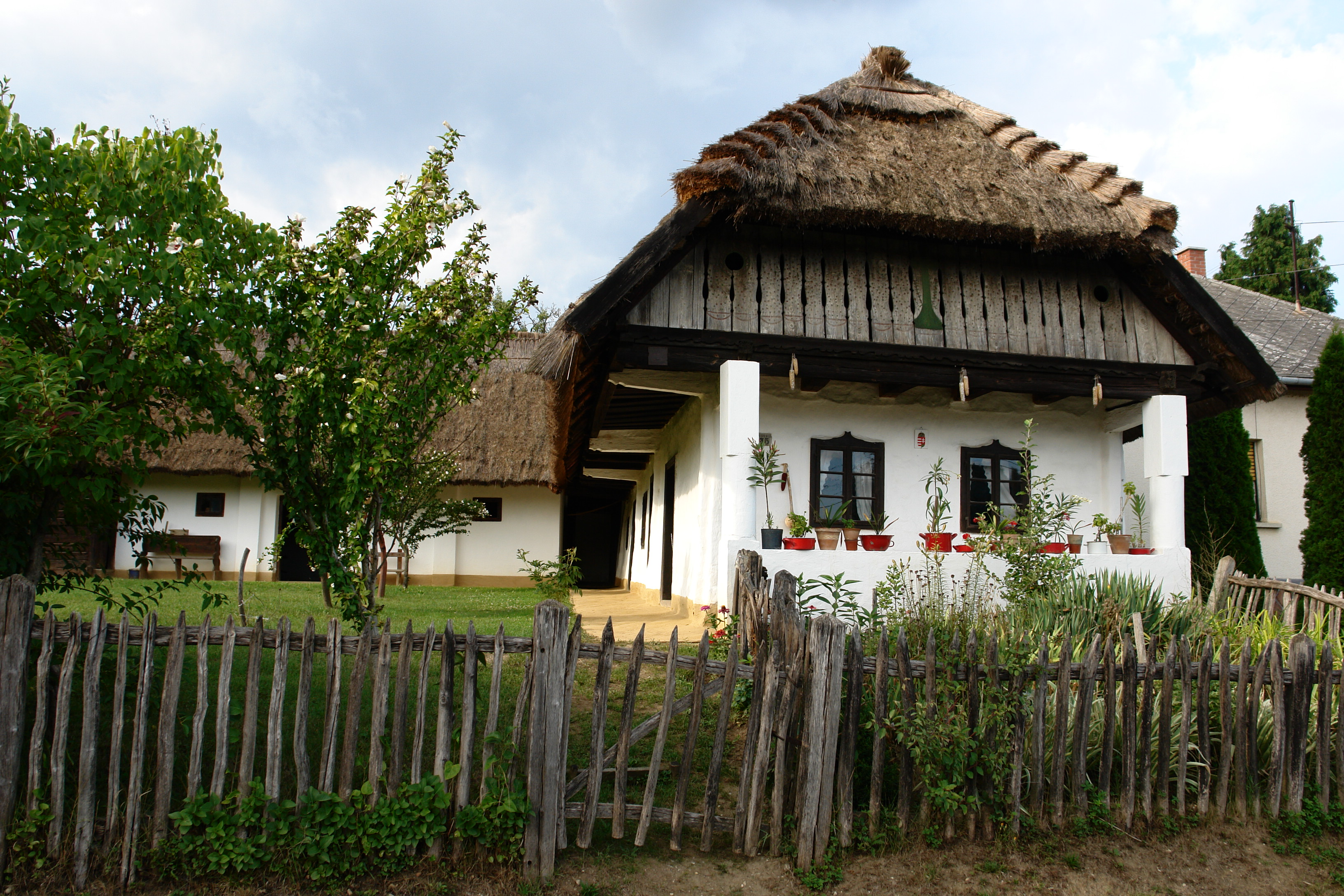
절럴뢰뵈

절럴뢰뵈(헝가리어: Zalalövő)는 헝가리 절러 주에 있는 마을로 면적은 52.64 km2, 인구는 3,027명(2015년 기준), 인구 밀도는 58명/km2이다.